# روبنسونز كورنر
روبنسونز كورنر تجمع سكاني تقع إدارياً ضمن مقاطعة بوت (كاليفورنيا) في الولايات المتحدة.